# Marie-Magdeleine de Bonafons
Marie-Magdeleine de Bonafons, née le 20 octobre 1716 et morte à une date inconnue, parfois appelée Mlle (Marie-Madeleine) d'Albert, est une romancière française emprisonnée pour son roman Tanastés (1745), un roman à clef sur la vie sexuelle du roi Louis XV.

## Biographie
Marie-Magdeleine de Bonafons est née le 20 octobre 1716 à Versailles, fille de Jean-Pierre de Bonafon, écuyer du sieur d'Albert, et de Marie Le Noir. On sait peu de choses sur sa jeunesse si ce n'est qu'elle a fait ses études à l'Abbaye de Penthemont. En 1740, elle s'installe au château de Versailles pour servir comme femme de chambre à la princesse de Montauban.
Tanastés est une histoire fantastique allégorique où le personnage principal, un prince des Zarimois, prend un certain nombre de maîtresses au cours de ses aventures. Le personnage de Tanastés est destiné à représenter le roi Louis, et le roman est vendu avec une clé indiquant les homologues réels des personnages fictifs. Tanastés est vendu secrètement mais il s'est suffisamment répandu pour que la propre fille du roi, la princesse Adélaïde, en possède un exemplaire,.
Une enquête policière sur le roman aboutit à l'arrestation de 21 personnes dont des libraires et des éditeurs, ainsi que Bonafons elle-même, en août 1745. Elle est interrogée par Claude-Henry Feydeau de Marville, lieutenant général de police. Elle insiste sur le fait que Tanastés n'est qu'un conte de fées et ne vise pas à parler du roi Louis, malgré l'existence de la clé,.
Par lettre de cachet, elle est incarcérée à la Bastille pendant quatorze mois, puis enfermée dans un couvent au secret, le Couvent des Bernardines de Moulins. En 1759, elle est graciée par le roi, libérée et bénéficie d'une pension de 300 livres,,.
Bonafons a publié un autre roman, Confidences d'une jolie femme en 1775. Au moment de son arrestation, elle avait écrit d'autres ouvrages, parmi lesquels on trouve : de la poésie, un roman historique non fini intitulé Le Baron de ***, et trois pièces de théâtre (Le Destin, Les Dons et Le Demi-Savant). Le sort de certains de ses manuscrits est inconnu,.
La date de sa mort est inconnue. En 1775, lors de la sortie de son roman Confidences d'une jolie femme, elle vit retirée depuis plusieurs années au couvent du Petit-Saint-Chaumont de Paris.

## Œuvres publiées
- Tanastés, conte allégorique, La Haye, Van der Slooten, 1745, 65 p. (lire sur Wikisource)
- Confidences d'une jolie femme, Amsterdam et Paris, Chez la veuve Duchesne, 1775 (lire sur Wikisource)